# Dermis
La dermis es la capa de la piel situada bajo la epidermis y firmemente conectada a ella. La cara interna de la membrana basal de la epidermis se une a la dermis.

## Funciones
- Desempeña una función protectora, representa la segunda línea de defensa contra los traumatismos (su grosor es entre 20 y 30 veces mayor que el de la epidermis). Las capas profundas de la dermis contienen folículos pilosos con sus músculos lisos erectores de pelo, y glándulas sebáceas
- Otra de las funciones de la dermis es la de nutrir a la epidermis, ya que esta capa carece de capilares sanguíneos por lo cual depende de la irrigación sanguínea de la dermis.
- Función termorreguladora: la irrigación de la dermis puede contraerse por vasoconstricción si hace frío y expandirse por vasodilatación si hace calor. También el sudor se inicia en las glándulas sudoríparas que contiene.
- Función estructural: da sostén a la epidermis gracias a las papilas dérmicas y al contener fibras de colágeno da estructura (densidad y fuerza) a esta capa. Su alta concentración en fibras colágenas y elásticas (colágeno y elastina) proporciona también elasticidad a toda la piel.
- Tiene también la función sensitiva, ya que en esta capa se encuentran las células y estructuras nerviosas encargadas de sentir: presión, calor, frío, suavidad, dolor, cosquillas.[2]

## Composición
Está formada por 2 capas:

### Capa papilar
La capa papilar o dermis superior: es una zona superficial de tejido conectivo laxo, que contacta con la membrana basal, cuyas fibras colágenas y elásticas se disponen en forma perpendicular al epitelio, determinando la formación de papilas que contactan con la parte basal de la epidermis. En este nivel encontramos receptores de presión superficial o tacto (corpúsculos de Meissner).

### Capa reticular
La capa reticular, o dermis profunda: contiene la mayoría de los anexos de la piel.
Está constituida por tejido conectivo con fibras elásticas que se disponen en todas las direcciones y se ordenan en forma compacta, dando resistencia y elasticidad a la piel.
Posee fibras musculares lisas que corresponden a los músculos erectores de los pelos.
La elasticidad de la piel se mantiene en parte gracias a la ayuda del mecanismo de hidratación, pues encontramos en esta capa una matriz extracelular capaz de contener agua, permitiendo que la piel esté turgente.

## Elastina y reticulina
Las fibras elásticas constituyen el 4% de peso seco y el 1% del volumen de la dermis. Son fibras frágiles en línea recta muy ramificadas
que se pueden alargar hasta el 99% o más retomando su longitud original, cuando se elimina la tracción. Aproximadamente el 0.4% en peso seco de la dermis está constituido por fibras ramificadas que se tiñen de negro con el nitrato de plata y son conocidas como reticulina.